# بیحان
بیحان (به عربی: بیحان) یک منطقهٔ مسکونی در یمن است که در استان شبوه واقع شده‌است. بیحان ۱۳٬۲۳۴ نفر جمعیت دارد.